# 枚方市立津田中学校
枚方市立津田中学校（ひらかたしりつ つだちゅうがっこう）は、大阪府枚方市津田北町一丁目にある公立中学校。英語の少人数授業を実施している。

## 沿革
- 1947年 - 津田町立津田中学校として創立。津田町立津田小学校講堂（現在の枚方市立津田小学校）を借用。
- 1955年 - 津田北町へ移転。津田町、枚方市合併により、枚方市立津田中学校に名称変更。
- 1979年 - 枚方市立長尾中学校が本校より分離開校。
- 1982年 - 従来の校区の一部を、新設の枚方市立杉中学校へ分離。

## 通学区域
- 枚方市立津田小学校と枚方市立津田南小学校の通学区域。

## 交通
- 片町線（学研都市線） 藤阪駅 南へ約700m。

## 出身有名人
- 坪倉唯子（B.B.クィーンズ）
- 酒井光次郎（元プロ野球選手）
- 田中圭一（漫画家）